# Lenné
Lenné ist der Name einer Familie, deren Mitglieder über viele Generationen hinweg das Amt des kurfürstlichen Hofgärtners ausübten.

## Die Generationen

### Augustin Lenné und Anna Barbara Caron
Als Hofgärtner unter Herzog Maximilian Heinrich von Bayern kam Augustin Lenné vor 1669 aus dem nahen Bistum Lüttich  nach Poppelsdorf bei Bonn. Maximilian Heinrich von Bayern war ab 1650 Kurfürst und Erzbischof von Köln und auch Fürstbischof von Lüttich. Für den 4. Oktober 1669 verzeichnet das Kirchenbuch der Pfarrkirche St. Martin die Geburt einer Tochter von Augustin Lenné und seiner Ehefrau Anna Barbara Caron. Im Jahre 1675 wurde dem Ehepaar ein Sohn geboren, dessen Pate und Namensgeber der Kurfürst persönlich war, ein Hinweis auf die Wertschätzung, die der Kurfürst der Gärtner-Familie entgegenbrachte. Neben Poppelsdorf waren die Lennés auch in Bonn, Röttgen, Köln und Brühl als kurfürstliche Hofgärtner tätig.

### Maximilian Heinrich Lenné und Anna Gertrud Esch
Auch Maximilian Heinrich Lenné wurde unter dem nachfolgenden Kurfürsten Joseph Clemens von Bayern Hofgärtner in Poppelsdorf. Für das Jahr 1699 berichtet das Kirchenbuch der Pfarrkirche von der Heirat des „Max Lenné, Hortulanus in Arce Serenissimi“ mit der Poppelsdorferin Anna Gertrud Esch. An das Ehepaar erinnert noch heute ein Steinkreuz auf dem Clemens-August-Platz in Poppelsdorf. Johann Hubert, der älteste Sohn des Ehepaares, wurde Hofgärtner in Poppelsdorf. Johann Kunibert, ein weiterer Sohn, war ab 1748 ebenfalls als kurfürstlicher Hofgärtner in Bonn tätig. Er betreute den Hofgarten, das ehemalige kurfürstliche Lustschlösschen „Vinea Domini“ und die Baumschule.

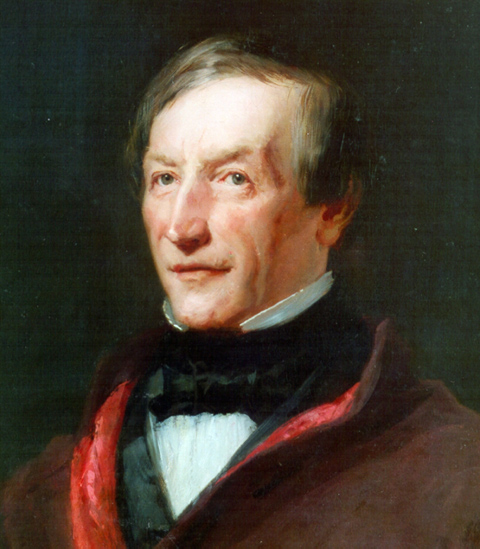
Peter Joseph Lenné

### Johann Kunibert Lenné und Maria Agnes Müller
Über Johann Kunibert Lenné, der am 15. April 1752 Maria Agnes Müller heiratete, setzte sich die Hofgärtnertradition fort. Johann Kunibert war ab 1748 bis zu seinem Tod 1787 als kurfürstlicher Hofgärtner in Bonn tätig. Die gemeinsame Tochter Johanna Gertrud heiratete den kurfürstlichen Hofgärtner Josef Clemens Weyhe. Der Sohn Peter Joseph Lenné d. Ä. bekleidete ab 1788 das Amt des leitenden Hofgärtners in Brühl und des Vorstehers des Botanischen Gartens der Universität in Bonn, an der er auch Botanik lehrte. In seinem Poppelsdorfer Aufgabenbereich wurde er ab 1791 von seinem jüngeren Bruder Johann Heinrich Joseph vertreten.

### Peter Joseph Lenné d. Ä. und Anna Catharina Pottgieter
Peter Joseph Lenné d. Ä. heiratete am 21. Juni 1786 Anna Catharina Pottgieter. Mit dem gemeinsamen Sohn Peter Joseph, dem späteren königlich-preußischen Generalgartendirektor und wohl bekanntesten Mitglied der Lenné-Familie, endete die lange Gärtnertradition der Familie Lenné. Seine Ehe mit Friederike Voß, der Tochter eines Potsdamer Hofgärtners, blieb kinderlos.

## Stammliste der Familie Lenné
Nachfahren von Augustin Lenné und Anna Barbara Caron
- Anna Elisabeth (* 4. Oktober 1669)
- Maria (* 16. März 1671/72)
- Maximilian Heinrich (* 30. Januar 1674/75; † 2. Januar 1735)
- Ignatius Franziskus (* 6. November 1678; † 15. März 1715)

Nachfahren von Maximilian Heinrich Lenné und Anna Gertrud Esch (⚭ 1699)
- Johann Hubert (* 29. April 1700; † 1749)
- Catharina Barbara (* 10. Juli 1701)
- Johann Peter (* 20. Oktober 1702)
- Johann Ferdinand (* 15. Dezember 1703)
- Johann Heinrich (* 27. Januar 1707; † 1754)
- Maria Elisabeth (* 22. Juli 1708)
- Anna Gertrud (* 9. Januar 1709/10)
- Wilhelm Christian (* 5. Juli 1711)
- Johann Kunibert (* 26. April 1714; † 12. November 1787)
- Johann Melchior (* 6. Oktober 1715)
- Johanna Maria (* 12. Juni 1719; † 13. November 1803)

Nachfahren von Johann Kunibert Lenné und Maria Agnes Müller (⚭ 15. April 1752)
- Anna Margarete (* 1. Mai 1753)
- Johanna Gertrud (* 19. Juni 1754)
- Peter Joseph (* 3. Februar 1756; † 4. Mai 1821)
- Margarete Clementine (* 18. Oktober 1757)
- Maria Christine (* 4. Februar 1759)
- Clemens August (* 13. Juli 1760)
- Maximilian Friedrich (* 4. März 1762)
- Johann Wilhelm (* 5. Dezember 1763)
- Johanna Maria (* 12. August 1765)
- Maximilian Hubert (* 25. März 1767)
- Johann Heinrich (* 11. Juni 1769; † 19. November 1823)
- Johann Joseph (* 24. Mai 1772)

Nachfahren von Peter Joseph Lenné und Anna Catharina Pottgieter (⚭ 21. Juni 1786)
- Philipp Joseph (* 12. Oktober 1787; † 10. November 1843)
- Peter Joseph (* 29. September 1789; † 23. Januar 1866 in Potsdam)
- Clemens Joseph (* 13. Juni 1793; † 6. Juni 1882)
- Gertrud Anna (* 25. April 1795; † 9. April 1884)
- Elisabeth (* 2. März 1799; † 29. Januar 1892)
- Anna Margarethe (* 14. November 1800; † 25. März 1831)
- Franzisca (* 26. Juni 1803; † 25. Januar 1895)

weitere Lenné, verzeichnet im Sterberegister des Kirchenbuchs von Geltow
- Ferdinand Lenné (* 1790; † 26. September 1859) Kunstgärtner in Alt-Geltow
- Charlotte Dorothee Lenné geborene Wendt (* August 1800; † 12. November 1872) in Alt-Geltow, Witwe